# Schiller (Schiff, 1873)
Die Schiller war ein Passagierdampfer der Deutschen Transatlantischen Dampfschiffahrts-Gesellschaft. Am 7. Mai 1875 geriet er auf der Heimreise aus den Vereinigten Staaten in einen Sturm, lief im Nebel nahe der Scilly-Inseln auf und sank.

## Die Adler-Linie und ihre Schiffe
Die Deutsche Transatlantische Dampfschiffahrts-Gesellschaft, die nach ihrer Reedereiflagge Adler-Linie genannt wurde, wurde von einer Vielzahl finanzkräftiger Partner, darunter dem Bankhaus Mendelssohn & Co., in Konkurrenz zur Hamburg-Amerikanischen Packetfahrt-Actien-Gesellschaft (Hapag) gegründet. Sie setzte die modernsten Schiffe unter deutscher Flagge im Passagierdienst auf dem Nordatlantik ein. Ihre konstituierende Gründungsversammlung am 16. Januar 1872 in Hamburg beschloss, acht moderne Dampfer in Schottland zu bestellen. Die Schiffe sollten eine Größe von knapp 3.500 BRT haben und etwa 1.000 Passagiere in die USA transportieren können. Technisch sollten sie auf dem neuesten Stand sein, von Verbunddampfmaschinen von 3.000 PS Leistung angetrieben werden und eine Reisegeschwindigkeit von 13 Knoten erreichen. Zwei rahgetakelte Masten waren für eine Notbeseglung vorhanden. Alle Schiffe sollten ähnlich ausgeführt werden und 190 Kabinenpassagiere in zwei Klassen befördern. Die Zwischendecksanlage für 800 Passagiere unterschied sich erheblich von den Schiffen der Konkurrenz, da diese Passagiere nicht in großen Schlafsälen, sondern in kleineren Abteilen untergebracht waren. Die Bauaufträge gingen an die Werften Robert Napier & Sons in Govan, Alexander Stephen & Sons im nahen Linthouse und James & George Thomson in Clydebank. Mit der Bauaufsicht wurde der junge Ingenieur Ernst Voss betraut, später ein Mitbegründer der Hamburger Großwerft Blohm & Voss.
Die Schiller war das zweite der beiden bei Napier gebauten Schiffe. Die vorangegangene Goethe war das erste Schiff der gesamten Serie und führte am 12. September 1873 die erste Transatlantikreise der Reederei durch. Die Schiller führte ihre erste Transatlantikquerung ab dem 5. Februar 1874
als drittes Schiff der Adler-Linie durch. Vor ihr hatte die bei Stephen gebaute Herder im Januar den Dienst aufgenommen. Diese Werft lieferte mit fünf Schiffen den größten Anteil der Neubauten. Zwar wurden die Lessing, die Wieland und die Gellert bis zum Februar 1875 ausgeliefert, aber nur die Lessing wurde tatsächlich in den Dienst eingestellt. Thomson baute nur die Klopstock, die im November 1874 als fünftes und letztes Schiff tatsächlich in den Dienst der Adler-Linie trat. Die beiden bei Napier gebauten Dampfer unterschieden sich von den anderen Schiffen, da sie als einzige zwei Schornsteine erhielten.
Ab März 1874 suchte die Adler-Linie unter ihrem Verwaltungsratsvorsitzenden Sloman nach einem Zusammenschluss mit der Hapag, da ein wirtschaftlicher Betrieb der Schiffe nicht mehr möglich war. Die Auswandererzahlen waren drastisch zurückgegangen und die Preise für die Überfahrt waren im Wettbewerb erheblich gefallen. Als die Adler-Linie in den Wettbewerb eintrat, betrug der Preis für die Zwischendeckspassage 55 Taler. Er fiel zu Beginn des Jahres 1874 auf 45 und betrug im Herbst nur noch 30 Taler. Im April 1875 beschlossen die Aktionäre der Hapag den Aufkauf der Konkurrenzreederei und ihrer Schiffe für 12,5 Millionen Mark, da man den Aufkauf der modernen Schiffe durch Dritte bei einem Konkurs der Adler-Linie verhindern wollte. Die Übernahme sollte am 7. Mai 1875 erfolgen.
Die Schiller und seit dem 4. Mai auch die Lessing befanden sich zu diesem Zeitpunkt auf der Heimreise aus den Vereinigten Staaten.

## Die Katastrophe
Die Schiller verließ New York am Dienstag, dem 27. April 1875 unter dem Kommando von Kapitän Johannes Thomas mit Hamburg als Ziel. Sie sollte wie üblich auf der Heimreise Plymouth und Cherbourg anlaufen. Sie hatte 101 Mann Besatzung und 254 Passagiere und eine wertvolle Ladung an Bord, zu der neben Maschinen auch eine größere Menge Goldmünzen gehörte.
Am 7. Mai 1875 lief das Schiff schon drei Tage in dichtem Nebel langsam auf die Scilly-Inseln zu, um sich an deren Leuchttürmen zu orientieren. Wegen eines Navigationsfehlers befand man sich schon zu weit östlich und lief um 10 Uhr abends bei den Retarrier Ledges auf Grund. Die Stelle liegt 0,7 Seemeilen ostsüdöstlich von Bishop Rock, einer Insel mit Leuchtturm am westlichen Ende der Scilly-Inseln, den man nicht entdeckt hatte und jetzt falsch passierte.

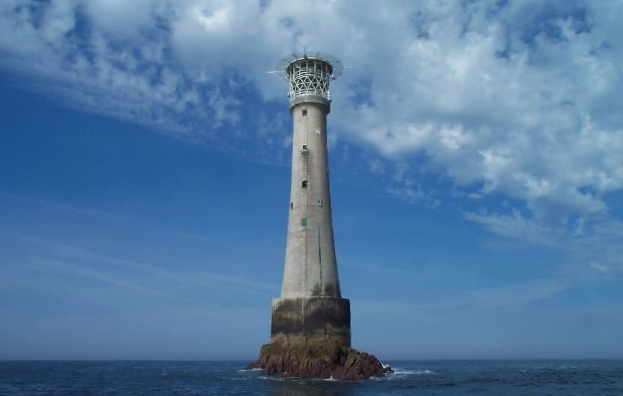
Der Leuchtturm von Bishop Rock.

In der Panik kurz nach dem Auflaufen konnten sich 27 Männer und eine Frau mit den beiden kleineren Rettungsbooten im Heckbereich, die noch mehr Personen hätten mitnehmen können, retten. Die Schiffsleitung entschied, dass ein Einsatz der sechs großen Rettungsboote während der Nacht und bei der Lage des Schiffes nicht erfolgversprechend sei. Auf der rechten Schiffseite wurde, vom 3. Offizier, ein Rettungsboot klargemacht, welches jedoch vollbesetzt von einem fallenden Schornstein des Schiffes zerschlagen wurde. Man versuchte, durch Dampf abblasen und regelmäßige Schüsse mit einer kleinen Bordkanone Aufmerksamkeit auf das gestrandete Schiff zu erzeugen. Dies wurde, wenn es überhaupt registriert wurde, fehlgedeutet, da viele Schiffe bei Erreichen des Kanals und der Sichtung des Leuchtfeuers von Bishop Rock Freudenschüsse abgaben. Auf der Schiller hatte man die Frauen und Kinder in das große Deckshaus gebracht, da sie dort besser geschützt seien. Schwere Brecher zerstörten jedoch erst das Dach und spülten dann die dort Schutz suchenden zum Entsetzen ihrer Angehörigen davon. In den Morgenstunden entdeckten heimkehrende Fischer das Wrack, und ein Lotsenboot und Rettungsboote wurden zur Unfallstelle geschickt. Es gelang nur, zehn weitere Männer zu retten.
Insgesamt überlebten nur 37 Menschen. Mit 335 Toten handelte es sich um einen der schwersten Unfälle im Kanal, wobei besonders tragisch war, dass von den 92 weiblichen Passagieren nur eine überlebte und keines der 52 Kinder an Bord gerettet werden konnte. In den folgenden Tagen trieben über 100 Leichen auf den Inseln an, die gemeinsam beigesetzt wurden. 15 Leichen konnten nicht identifiziert werden. Unter den Toten waren auch der deutsche Konsul in Havanna Friedrich Wilhelm Zach mit Frau und Tochter, die US-amerikanische Ärztin Susan Dimock, der deutsch-amerikanische Brauereibesitzer Joseph Schlitz sowie Elizabeth Willard Greene, eine Tochter des Mutualisten William Batchelder Greene.

## Das weitere Schicksal der Schwesterschiffe
Durch den Untergang der Schiller am Tag der Übernahme der Adler-Linie durch die Hapag gelangten nur sechs fast identische Schiffe und der auf der Elbe eingesetzte Tender Hoboken von 413 BRT in den Besitz der Hapag. Außerdem weigerte sich die Gesellschaft, das bestellte achte Transatlantikschiff abzunehmen, da sie einen zu großen Schiffspark hatte. Am 26. Mai 1875 lief die Gellert als erstes ehemaliges Adler-Schiff unter der Flagge der Hapag nach New York aus. Ihr folgten dann die Herder, Klopstock und Wieland. Die Lessing wurde erst 1876 unter der Hapag-Flagge eingesetzt.
Das Schwesterschiff der Schiller, die Goethe, wurde nur einmal im Mai 1876 nach New York eingesetzt und kam dann in den Südamerikadienst, in dem sie kurz vor Weihnachten verloren ging. Die Klopstock wurde im Mai 1876 nach Frankreich verkauft. In den Jahren 1880 bis 1882 wurden die verbliebenen vier Schiffe umgebaut und erhielten alle zwei Schornsteine.
| Stapellauf in Dienst  | Name      | Tonnage                          | Werft                     | Schicksal |
| --------------------- | --------- | -------------------------------- | ------------------------- | --- |
| 28.04.1873 2.08.1873  | Goethe    | 3494 BRT                         | Napier & Sons BauNr. 322  | 12. September 1873 Jungfernfahrt nach New York, im April 1875 von der Hapag übernommen, erste Fahrt für diese im Mai 1876 nach New York, am 23. Dezember 1876 in der La-Plata-Mündung bei der Insel Lobos gestrandet und verloren gegangen                                                                    |
| 22.10.1873 18.12.1873 | Herder    | 3531 BRT 3494 BRT nach Umbau ’80 | Stephen & Sons BauNr. 169 | 8. Januar 1874 Jungfernreise nach New York, im April 1875 von der Hapag übernommen, erste Fahrt für diese am 9. Juni 1875 nach New York, 1880 Umbau (2 Schornsteine), am 9. Oktober 1882 bei Kap Race gestrandet und verloren                                                                                 |
| 22.02.1874 13.04.1874 | Lessing   | 3460 BRT 3718 BRT nach Umbau ’82 | Stephen & Sons BauNr. 170 | 28. Mai 1874 Jungfernreise nach New York, im Mai 1875 von der Hapag übernommen, erste Fahrt für diese erst am 1. März 1876 nach New York, 1882 Umbau (2 Schornsteine), im Juni 1888 verkauft an Messageries Maritimes, umbenannt in Nerthe, 1897 Abbruch                                                      |
| 16.06.1874 15.07.1874 | Wieland   | 3439 BRT 3504 BRT nach Umbau ’82 | Stephen & Sons BauNr. 171 | von der Adler-Linie nicht eingesetzt, im April 1875 von der Hapag übernommen, erste Fahrt für diese am 7. Juli 1875 nach New York, 1882 Umbau (2 Schornsteine), am 6. Oktober 1894 erste Reise von Neapel nach New York, 1895 verkauft an Lieder, am 15. Oktober 1895 in Shanghai ausgebrannt, danach Abbruch |
| 30.06.1874 25.10.1874 | Klopstock | 3439 BRT 3504 BRT nach Umbau ’82 | J.& G. Thomson BauNr. 131 | 18. November 1874 Jungfernreise nach New York, im Mai 1875 von der Hapag übernommen, erste Fahrt für diese am 23. Juni 1875 nach New York, im Mai 1876 verkauft an Compagnie Générale Transatlantique, umbenannt in Saint Germain, 1907 Abbruch                                                               |
| 25.11.1874 10.02.1875 | Gellert   | 3465 BRT 3533 BRT nach Umbau ’81 | Stephen & Sons BauNr. 173 | von der Adler-Linie nicht eingesetzt, im April 1875 von der Hapag übernommen, erste Fahrt für diese am 26. Mai 1875 nach New York, 1881 Umbau (2 Schornsteine), im November 1893 erste Reise von Neapel nach New York, 1895 verkauft an Lieder, ab 1896 Abbruch                                               |
| 30.03.1876 1876       | Nepaul    | 3550 BRT                         | Stephen & Sons BauNr. 174 | vorgesehener Name Körner, Auftrag storniert, Bau eingestellt bis Peninsular & Oriental als Käufer gefunden, am 10. Dezember 1890 auf der Rückreise aus Kalkutta nahe Plymouth aufgelaufen und gesunken |